# Station X
Station X est une série télévisée d'animation canadienne en treize épisodes de 22 minutes diffusée entre le 12 août et le 20 novembre 2005 sur Teletoon, et au Québec à partir du 3 septembre 2005 à Télétoon dans Le Détour.

## Synopsis
Chaque épisode est organisé autour d'un thème central et présente une sélection d'extraits de films ou de courts-métrages et de clips musicaux.

## Personnages
- Davis : Une afro canadienne de 22 ans qui a un goût de vivre et une curiosité insatiable. Elle a un style unique, éclectique et funky. Elle lit beaucoup, aime le jazz et aurait pu être une poète beatnik si elle était née 40 ans plus tôt. Elle est philosophe mais ne se prend pas trop au sérieux. Elle explique des choses qui font réfléchir. Elle est une sorte de leader dans son genre.

- Jesse : 18 ans, un geek mais sûrement pas le type avec des lunettes collées au band aid. Il est au courant de tout ce qui se fait sur le net, un genre de Google humain. Il peut trouver des petits bijoux d'animation sur le web tout en sachant très bien qui est Ryan Larkin.

- Knob : 20 ans, un peu petit et un peu maigre. Il travaille comme ingénieur du son avec un groupe de musiciens tant en spectacle que dans un studio d'enregistrement. C'est l'expert en musique et en vidéo clips. Il possède un look rétro, le genre les années 1950 rencontrent les années 1980 et n'a pas vu le soleil depuis 15 ans.

- Kandi : 17 ans, blonde et énergique. Elle souffre d'hypoglycémie et doit manger des sucreries toute la journée sinon son énergie tombe. Ses bijoux sont faits de bonbons qu'elle grignote toute la journée tout en réfléchissant tout haut au sens de la vie. Elle porte des vêtements colorés, amusants et originaux - des robes bain de soleil, des robes de mariée, des uniformes de serveuses de snack bar. Elle aime les vidéos avec du caractère. Cependant elle est tout sauf mignonne et possède un côté très mordant.

- Slate : 19 ans, un surfeur rencontre Quentin Tarantino. Il travaille dans un club vidéo indépendant. Il croit qu'il devrait y avoir des remises de prix pour les choses les plus bizarres, comme le plus torturé des mouvements de mise au point d'une caméra ou la scène en continuité la plus ratée qui soit. Sa vie c'est le cinéma et il aime citer les moments de cinéma les plus authentiques.

- Seven : Son père est canado-asiatique, sa mère est d'origine indienne. Elle est très belle, consciente des aspects spirituels du bouddhisme et du christianisme et est totalement américanisée. Fervente adepte de l'aromathérapie, du reiki et du golf. Elle croit aux concepts de chance et de hasard. Elle peut partager ses opinions et sa philosophie sans donner l'impression de donner un cours ou de faire la morale. Elle aime les vieilles comédies musicales et fréquenter les clubs technos. Son style est un ramassis d'influences de nombreuses cultures et elle ne cache jamais son corps sous des épaisseurs de vêtements.

## Épisodes
1. Violence (Violence)
2. Chance (Chance)
3. Courage (Guts)
4. Démence (Madness)
5. Mode (Fashion)
6. $$$ (Money)
7. Espoir (Hope)
8. Différent (Different)
9. Abus (Excess)
10. Humiliation (Humiliation)
11. Pouvoir (Power)
12. Sexe (Sex)
13. Réalité (Reality)

## Doublage québécois
- François Sasseville : Shawn
- Renaud Paradis : Slate
- Hugolin Chevrette : Jesse
- Anne Dorval : Davis
- Karine Vanasse : Seven
- Catherine Trudeau : Candi

 Source et légende : version québécoise (VQ) sur Doublage.qc.ca